# اکایگاوا، هوکایدو
اکایگاوا، هوکایدو (به لاتین: Akaigawa, Hokkaido) یک سکونتگاه مسکونی در ژاپن است که در Shiribeshi Subprefecture واقع شده‌است.

## خصوصیات
اکایگاوا ۱٬۲۶۴ نفر جمعیت دارد.